# Taygetis erubescens
Taygetis erubescens är en fjärilsart som beskrevs av Butler 1868. Taygetis erubescens ingår i släktet Taygetis och familjen praktfjärilar. Inga underarter finns listade i Catalogue of Life.